# フーサヴィーク

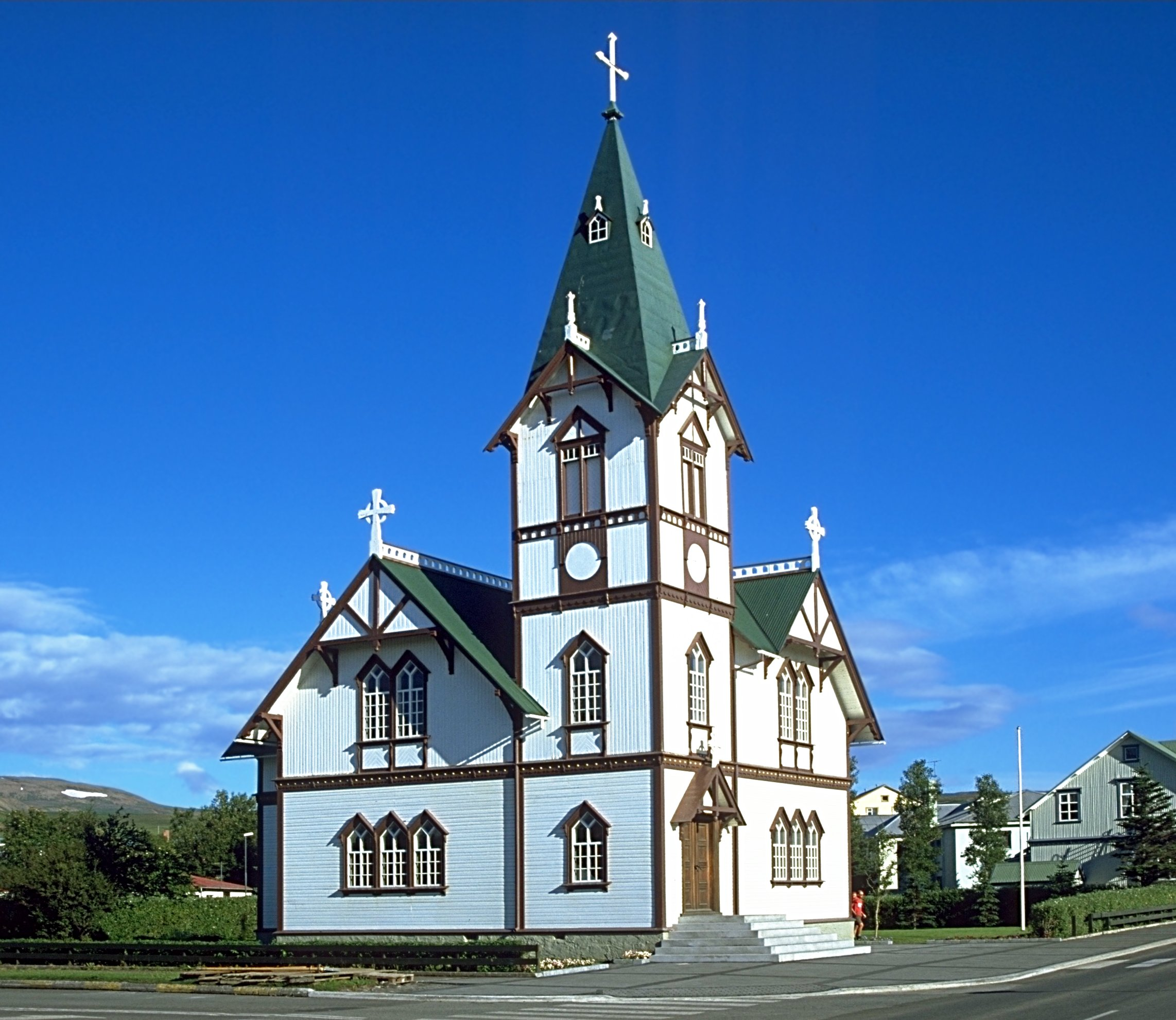
教会

フーサヴィーク（アイスランド語: Húsavík）は、アイスランド北部のノルズルシンク自治体に属す小さな町。スキャゥルファンディ湾に面する。
観光業や漁業、小売業のほか工業も営まれている。湾の入り口でさまざまな種のクジラがひんぱんに現れるため、ホエールウォッチングの北の拠点になっている。フーサヴィーク鯨博物館では主に北大西洋に生息する種類のクジラについての展示を行っている。
スウェーデン出身のヴァイキング、ガルザル・スヴァヴァルソンは一冬をアイスランドで過ごした初めての島外の人間で、島を自らの名にちなみ「ガルダルショルミ」（Garðarshólmi）と名づけた。「フーサヴィーク」という地名にも「家の湾」という意味がある。町の学校の近くには彼を記念したモニュメントがある。
近くには雄大な自然と野生動物の暮らしが見られるミーヴァトン湖が位置しており、かつては湖から産出される二酸化ケイ素を輸出していた。
町の教会は1907年に築かれたものである。

## 気候
| フーサヴィークの気候   | フーサヴィークの気候 | フーサヴィークの気候 | フーサヴィークの気候 | フーサヴィークの気候 | フーサヴィークの気候 | フーサヴィークの気候 | フーサヴィークの気候 | フーサヴィークの気候 | フーサヴィークの気候 | フーサヴィークの気候 | フーサヴィークの気候 | フーサヴィークの気候 | フーサヴィークの気候 |
| 月                     | 1月                  | 2月                  | 3月                  | 4月                  | 5月                  | 6月                  | 7月                  | 8月                  | 9月                  | 10月                 | 11月                 | 12月                 | 年                   |
| ---------------------- | -------------------- | -------------------- | -------------------- | -------------------- | -------------------- | -------------------- | -------------------- | -------------------- | -------------------- | -------------------- | -------------------- | -------------------- | -------------------- |
| 平均最高気温 °C （°F） | 1 (34)               | 2 (35)               | 3 (37)               | 5 (41)               | 10 (50)              | 12 (54)              | 14 (58)              | 14 (57)              | 11 (52)              | 5 (41)               | 3 (38)               | 3 (37)               | 6.9 (44.5)           |
| 平均最低気温 °C （°F） | −4 (25)              | −3 (26)              | −3 (26)              | −1 (30)              | 2 (36)               | 6 (42)               | 7 (45)               | 7 (44)               | 4 (40)               | 0 (32)               | −1 (30)              | −2 (29)              | 1 (33.8)             |
| 降水量 mm （inch）     | 36 (1.4)             | 23 (0.9)             | 33 (1.3)             | 23 (0.9)             | 18 (0.7)             | 43 (1.7)             | 53 (2.1)             | 66 (2.6)             | 61 (2.4)             | 104 (4.1)            | 56 (2.2)             | 50 (2)               | 566 (22.3)           |
| 出典：Weatherbase      |                      |                      |                      |                      |                      |                      |                      |                      |                      |                      |                      |                      |                      |

## 姉妹都市
- カールスコーガ（スウェーデン）
- フレドリクスタ（ノルウェー）
- リーヒマキ（フィンランド）
- オールボー（デンマーク）
- ケケルタルスアーク（グリーンランド）
- フグラフィヨルズル（フェロー諸島）